# Corps Psi
Dans l'univers de Babylon 5, le Corps Psi est une agence de l'Alliance Terrienne. Elle a pour mission d'enrôler tous les télépathes humains afin de s'assurer qu'ils respectent bien la vie privée des gens normaux.

## Histoire

### La genèse du Corps Psi
Au début du XXIIe siècle, des événements laissèrent à penser que des Humains développaient des capacités télépathiques. Les réactions furent diverses, mais souvent violentes contre les personnes soupçonnées de télépathie.
En juin 2115, un article du New England Journal of Medicine affirme l'existence de la télépathie, définitivement prouvée en octobre. Des massacres de télépathes ont lieu dans plusieurs régions de la Terre. Le gouvernement de l'Alliance Terrienne établit alors une commission, le Committee on Metasensory Regulation (comité sur la régulation métasensorielle) présidée par le sénateur Lee Crawford.
Ce sénateur crée la Metasensory Regulation Authority (MRA, autorité de régulation métasensorielle) pour détecter et suivre les télépathes afin de les protéger contre les autres Humains. Cela se traduit par des privations de liberté.
En 2152, la présidente de l'Alliance Terrienne, Elizabeth Robinson, est sauvée d'un attentat par un de ses gardes du corps, télépathe lui-même et qui meurt dans l'opération. La présidente fait passer au Sénat des lois pour l'égalité des droits en faveur des télépathes, et aboutit à la fondation du Corps Psi en 2162.

### Les premiers mouvements de dissidents
Les premiers télépathes durent survivre dans un environnement dangereux puisque certains Humains « normaux » (mundanes en anglais) menaçaient, par peur, de les tuer au moindre soupçon.
Certains de ses télépathes refusèrent de s'inscrire à la MRA pour ne pas perdre leur liberté. Des télépathes se suicidèrent plutôt que de rejoindre la MRA. D'autres entrèrent en dissidence armée contre les autorités terriennes.

## Fonctionnement du Corps Psi

### Objectifs d'égalité des chances
D'après les lois proposées par la présidente Robinson, le Corps Psi a pour but d'assurer à l'ensemble de l'Humanité que les télépathes seront respectueux des règles de la vie privée.
Le Corps forme tous les télépathes à ce but, ce qui oblige souvent à les envoyer dans des installations du Corps, loin de leurs familles. Une fois formés, ces télépathes doivent porter certains signes (badge, gants noirs) pour être reconnus, mais ont des possibilités d'emplois. Auprès de la police, ils peuvent aider une enquête en scannant les souvenirs d'une victime ou d'un suspect avec son accord (même si la preuve n'est pas admissible par un tribunal). En justice, ils accomplissent les peines de « mort de personnalité » qui consiste à remplacer la mémoire d'un condamné pour pouvoir le réinsérer dans la société. Dans les entreprises, ils vérifient la sincérité des négociations commerciales.
Un télépathe qui ne souhaite pas quitter sa famille, en a le droit s'il accepte de recevoir régulièrement des piqûres d'un produit qui annihile leur pouvoir télépathique. Mais, ce produit a de graves effets secondaires sur les personnes traitées, qui peuvent aboutir à des dépressions et au suicide.

### Protéger la Terre
Le Corps Psi a aussi pour but d'assurer la sécurité de l'Alliance Terrienne.
Un télépathe peut scanner avec son autorisation une personne pour aider à une enquête de police, même si ce témoignage ne peut servir au procès. Le système judiciaire peut prononcer des peines de mort de personnalité au cours de laquelle, après un scan d'un télépathe, le condamné se voit vider de sa mémoire et donner de nouveaux souvenirs qui lui permettront de travailler au profit de la société.
Principalement, le Corps s'assure de la loyauté de tous les télépathes en faveur de l'Alliance, ou s'attache à suivre leur traitement pour annihiler leurs pouvoirs.
Pour éviter des dissidences violentes de télépathes, le Corps Psi a une division de policiers psi (Psi Cops) chargée de pourchasser ces télépathes, de les ramener dans les installations du Corps et de s'assurer de leur intégration.

## Une dictature en gestation
Dès sa fondation, il s'est avéré que le Corps Psi avait des projets secrets, inconnus du gouvernement de l'Alliance Terrienne, voire contre l'humanité non télépathe.

### Une pièce de laguerre des Ombres
Comme dans le cas de nombreux mondes extraterrestres, les administrations de la Terre ont été noyautés par des « associés » des Ombres.
Le Corps Psi avait une place particulière : les télépathes humains sont une création par manipulation génétique des Vorlons dans leur guerre contre les Ombres, car la télépathie est une faiblesse majeure pour eux. Les Ombres, ayant découvert cela, ont envoyé des agents pour contrôler des dirigeants du Corps Psi. Ceux-ci fournirent ainsi des pilotes aux vaisseaux des Ombres, basés sur une technologie organique et ayant besoin d'être vivant pour fonctionner. Sauf, peut-être, des projets secrets des Forces Terriennes, cette utilisation de télépathes non consentants a disparu avec la défaite des Ombres, puis du gouvernement Clark face aux flottes alliées du capitaine Sheridan, commandant de la station Babylon 5.

### La nouvelle humanité
Certains dirigeants du Corps Psi eurent également l'idée de préparer la prise de contrôle de l'humanité par les télépathes eux-mêmes. Ils considéraient les télépathes comme l'évolution suivante et supérieure de l'Homo sapiens . Il semble que les membres de cette organisation soit regroupés sous le nom de "Bureau 13".
La police psi, dans son organisation, a servi de base à ce projet :
- elle comprenait obligatoirement les télépathes aux pouvoirs les plus forts,
- les mariages et accouplements étaient arrangés en fonction des meilleurs résultats génétiques,
- construction secrète de croiseurs de combat.

Cette évolution fut discrète car le Corps Psi s'était organisé en se repliant sur lui-même : les télépathes en formation ou de la police psi vivaient dans des campus sur Terre et sur Mars. Les devises du Corps le plaçaient au centre de la vie du télépathe : « Le Corps est le père, le Corps est la mère » par exemple.
Certains dirigeants terriens et officiers militaires émettaient, à titre personnel, des doutes sur la loyauté à terme des télépathes. Ils fondaient leurs doutes sur :
- l'impossibilité de pouvoir vérifier si un télépathe disait la vérité si les autres télépathes sont complices,
- l'uniforme noir et l'absence de sensibilité des policiers psi,
- et des preuves de crimes menés sciemment par des policiers psi contre des normaux ayant attenté à la vie de télépathe ou ayant aidé des télépathes dissidents.

## La fin du Corps Psi

### La guerre des Télépathes
À partir de 2262 et la mort du chef d'une colonie de télépathes dissidents sur la station Babylon 5, Byron Gordon, des attentats contre les installations du Corps sur Terre et sur Mars sont réalisés par des télépathes dissidents. Ils signent leurs actes par le message « Remember Byron ».
Ces événements conduisent à des attentats de plus en plus violents et aboutissent à rendre public des projets secrets du Corps. Les dirigeants télépathes du Corps sont accusés de crimes de guerre, dont Alfred Bester qui est arrêté par l'ancien chef de la Sécurité de Babylon 5, Michael Garibaldi, en 2271.

### Nouvelles règles
Après la dissolution du Corps et l'épuration de ses cadres, de nouvelles lois sont passées en faveur de l'intégration des télépathes au sein des sociétés humaines et pour éviter de reconstituer une agence qui deviendrait un gouvernement autonome. S'ils restent sous le contrôle d'une administration qui doit vérifier par télépathie leur loyauté, les télépathes sont désormais libres de vivre où et comme ils le souhaitent, à l'exception de plus discrets signes de reconnaissance.
Les Forces Terriennes acceptent d’enrôler dans leurs rangs des télépathes. Un des premiers sous-officiers à connaître cet honneur a été le lieutenant John Matheson nommé officier en second du capitaine Matthew Gideon sur le croiseur d'exploration Excalibur pour rechercher un vaccin au virus des Drakhs.
Dans la seconde moitié du XXIIIe siècle, la condition des télépathes humains commence à se rapprocher des conditions de vie respectables des télépathes d'autres peuples.

## Le Corps Psi dans la série
L'importance du Corps Psi et des télépathes est montrée dès le sixième épisode de la série, « Guerre mentale » (Mind War). Bester s'y montre sûr de lui, condescendant à l'égard des autres Humains, et peu respectueux du secret de leurs pensées.
Au fur et à mesure de la série, la vision du Corps est complexifiée avec ses apparitions dans des contextes différents : il veut sincèrement montrer la bonne voie aux télépathes dissidents, mais c'est celle d'un Corps Psi préparant un coup d'État ; il est l'allié de Sheridan pour sauver des télépathes des Ombres, tout en manipulant la personnalité de Garibaldi pour attaquer un ennemi mortel du Corps. Tout ceci est montré comme étant des décisions habituelles des agents du Corps Psi pour assurer leur suprématie sur les normaux (mundanes en anglais).
Si des télépathes extraterrestres sont montrés, seuls les télépathes humains ont des rôles récurrents.
Personnages télépathes récurrents ou au générique :
- Lyta Alexander
- Alfred Bester
- Talia Winters